# Попов, Павел Юрьевич
Па́вел Ю́рьевич Попо́в (род. 26 января 2003, Москва) — российский футболист, нападающий клуба «Крылья Советов», выступающий на правах аренды за «Велес».

## Клубная карьера
Родился в Москве. Воспитанник московского «Торпедо». В 2019 году перешёл в академию «Чертаново».
29 августа 2021 года дебютировал в профессиональном футболе за основную команду «Чертаново» в матче против «Мурома».
5 февраля 2022 года подписал контракт с клубом «Крылья Советов». 17 февраля 2022 года вернулся в «Чертаново» на правах аренды.
14 января 2024 года был возвращен из аренды. 30 марта 2024 года дебютировал в РПЛ за «Крылья Советов» в матче против петербургского «Зенита».
7 августа 2025 года был арендован клубом «Велес».

## Карьера в сборной
В 2019 году провёл 4 матча и забил 1 гол за сборную России (до 16 лет).

## Статистика выступлений
| Выступление        | Выступление       | Выступление      | Лига | Лига | Кубки | Кубки | Итого | Итого |
| Клуб               | Лига              | Сезон            | Игры | Голы | Игры  | Голы  | Игры  | Голы  |
| ------------------ | ----------------- | ---------------- | ---- | ---- | ----- | ----- | ----- | ----- |
| Чертаново          | Второй дивизион   | 2021/22          | 7    | 1    | 0     | 0     | 7     | 1     |
| Чертаново          | Итого             | Итого            | 7    | 1    | 0     | 0     | 7     | 1     |
| Крылья Советов     | РПЛ               | 2023/24          | 4    | 0    | 0     | 0     | 4     | 0     |
| Крылья Советов     | РПЛ               | 2024/25          | 2    | 0    | 0     | 0     | 2     | 0     |
| Крылья Советов     | Итого             | Итого            | 6    | 0    | 0     | 0     | 6     | 0     |
| → Чертаново        | Второй дивизион   | 2021/22          | 8    | 2    | 0     | 0     | 8     | 2     |
| → Чертаново        | Вторая лига       | 2022/23          | 30   | 4    | 1     | 0     | 31    | 4     |
| → Чертаново        | Вторая лига («А») | 2023/24          | 18   | 4    | 1     | 0     | 19    | 4     |
| → Чертаново        | Итого             | Итого            | 56   | 10   | 2     | 0     | 58    | 10    |
| → Крылья Советов-2 | Вторая лига («Б») | 2024             | 21   | 7    | —     | —     | 21    | 7     |
| → Крылья Советов-2 | Вторая лига («Б») | 2025             | 12   | 7    | —     | —     | 12    | 7     |
| → Крылья Советов-2 | Итого             | Итого            | 33   | 14   | —     | —     | 33    | 14    |
| → Велес            | Вторая лига («А») | 2025/26          | 2    | 0    | 1     | 0     | 3     | 0     |
| → Велес            | Итого             | Итого            | 2    | 0    | 1     | 0     | 3     | 0     |
| Всего за карьеру   | Всего за карьеру  | Всего за карьеру | 104  | 25   | 3     | 0     | 107   | 25    |